# Дејан Уларџић
Дејан Уларџић (Шабац, 1956) српски је сликар.

## Биографија
Излагао је на преко тридесет самосталних и више стотина групних изложби у земљи и иностранству.  По свом метафизичком посматрању предмета и по потреби да изрази унутрашње осећање свесне подсвести која представља опсесију сликарске фантастике је близак класичним медијалцима. Уларџић је сличан њима по томе што, као и неки од њих, није учио ликовну академију већ је сам градио и усавршавао своју сликарску вештину, али за разлику од њих има надреалистичку машту по којој се пореди са Салвадором Далијем.
Многи критичари наводе да се по много чему разликује од класика сликарске фантастике пре свега по томе што нема реминисценције на дела сликарства ренесансе и барока или на класике модерне уметности већ свој затворен сликарски свет.
У својој генерацији представља јединог стварног и доследног настављача медијалног сликарског завештања. Техника коју користи је уље на медијапану. Неки од његових радова су Настајање, Игра и Нада.
Добитник је више награда и признања, дела му се налазе у музејским и приватним збиркама у земљи и иностранству.